# Sojuz TMA-19M
Sojuz TMA-19M je ruská kosmická loď řady Sojuz. Dne 15. prosince 2015 ji nosná raketa Sojuz FG vynesla z kosmodromu Bajkonur na oběžnou dráhu Země. Na Mezinárodní vesmírnou stanici (ISS) dopravila tři členy Expedice 46. Sloužila u ISS jako záchranná loď až do 18. června 2016, kdy se s ní stejná trojice kosmonautů vrátila na Zem.

## Posádka
Hlavní posádka:
- Jurij Malenčenko (6), velitel, Roskosmos (CPK)
- Timothy Kopra (1), palubní inženýr 1, NASA
- Timothy Peake (1), palubní inženýr 2, ESA

V závorkách je uveden dosavadní počet letů do vesmíru včetně této mise.
Záložní posádka:
- Anatolij Ivanišin , Roskosmos, CPK
- Takuja Óniši, JAXA
- Kathleen Rubinsová , NASA

## Průběh letu

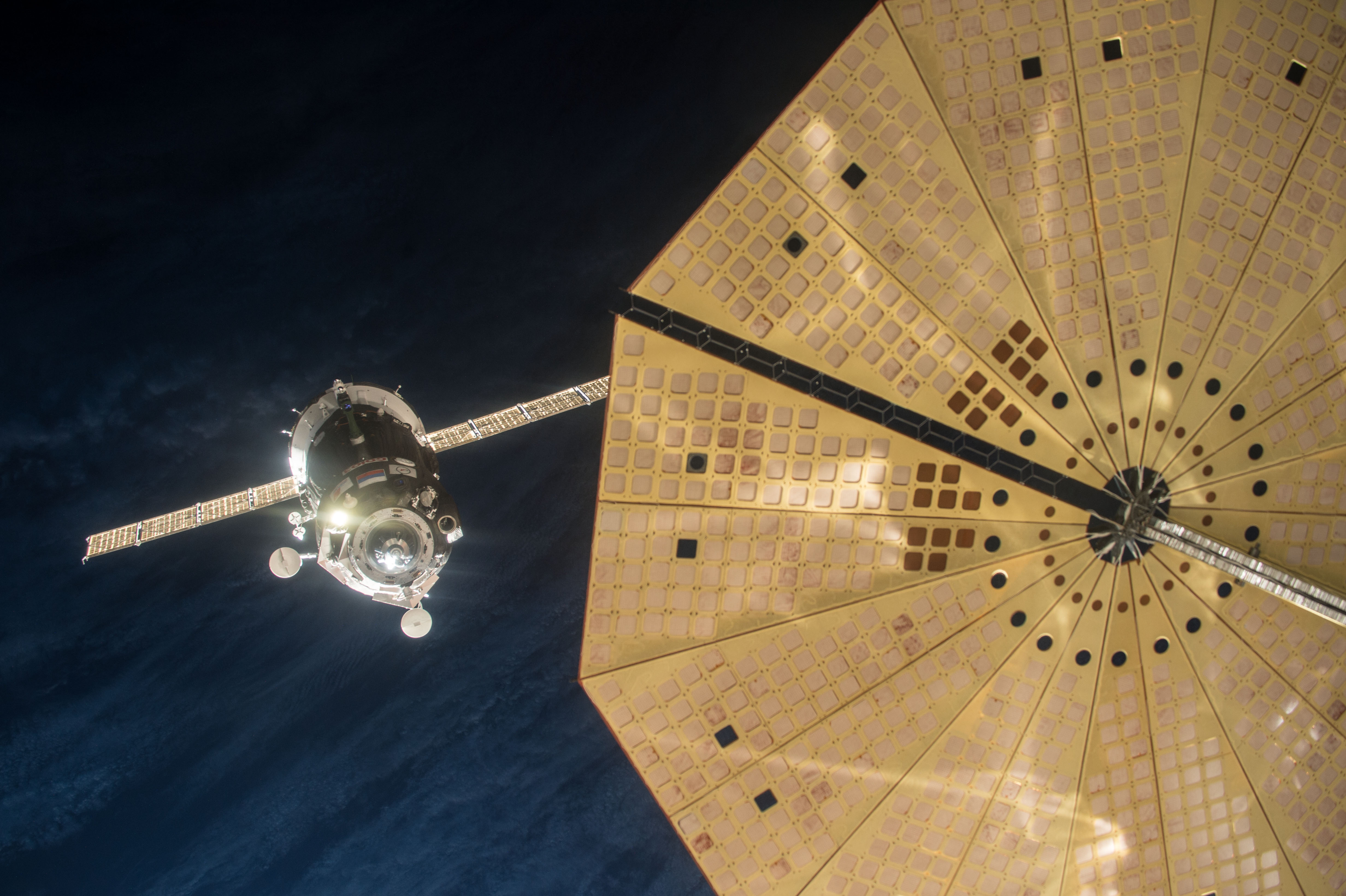
Sojuz TMA-19M se přibližuje k Mezinárodní vesmírné stanici (ISS)

Nosná raketa Sojuz FG se Sojuzem TMA-19M úspěšně odstartovala z Bajkonuru 15. prosince 2015 v 11:03:09 UTC. Ke stanici se Sojuz připojil (ke stykovému uzlu modulu Rassvet) téhož dne v 17:33 UTC, přitom kvůli problému s automatickým systémem sbližování musel Jurij Malenčenko převzít ruční řízení.
Dne 18. června 2016 v 05:52 UTC se Jurij Malenčenko, Timothy Kopra a Timothy Peake se Sojuzem TMA-19M odpojili od stanice ISS a téhož dne v 09:14:39 UTC přistáli v cílové oblasti v kazašské stepi 150 km jihovýchodně od Džezkazganu; let Sojuzu trval 185 dní, 22 hodin a 12 minut.